# 芳仲繊維

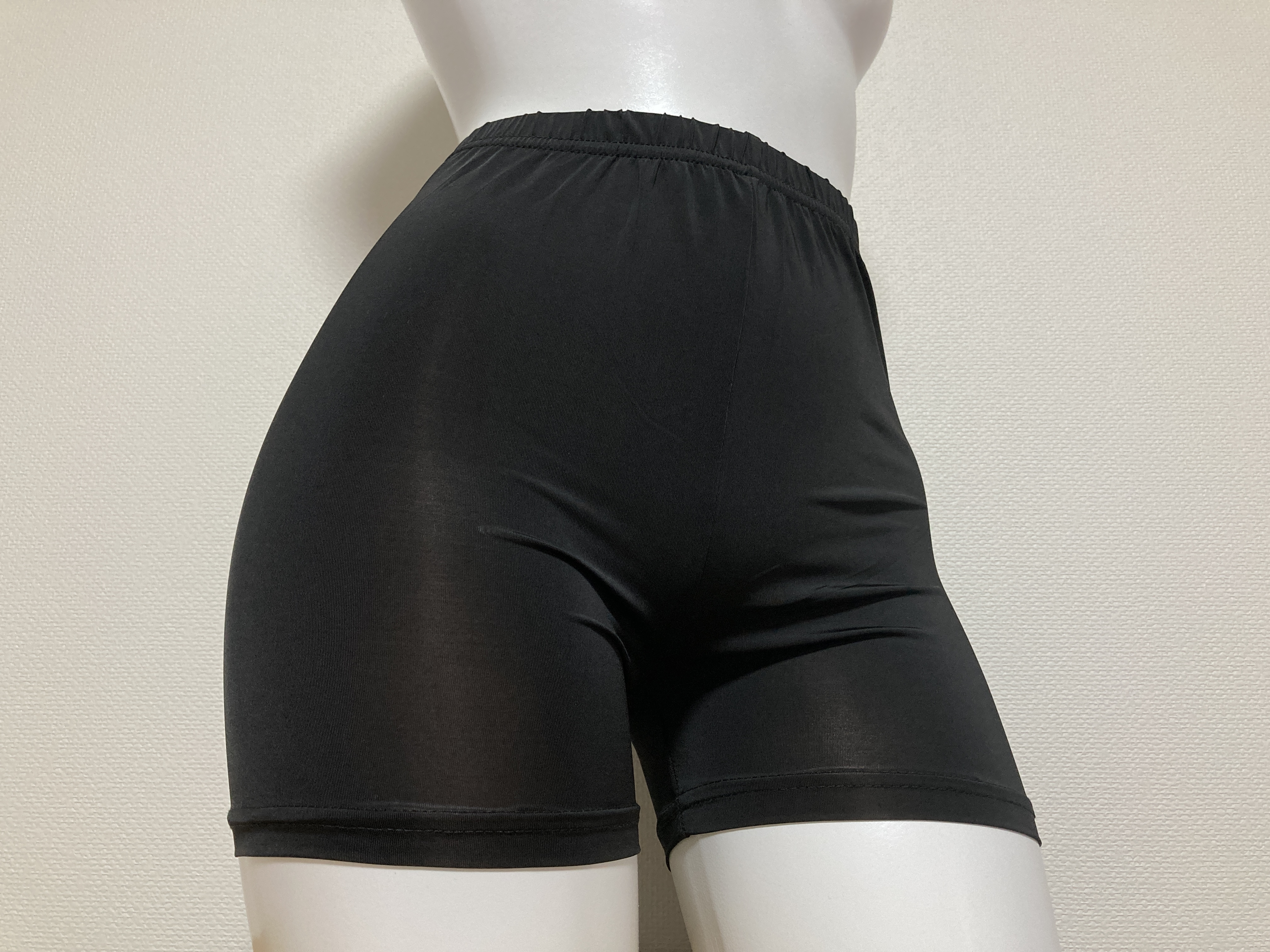
Liapom　一分丈レギンス

芳仲繊維株式会社（よしなかせんい）は、奈良県北葛城郡王寺町王寺にある企業。「Liapom」ブランドのタイツやレギンスなどを始めとする衣料品の企画、製造、卸売を手がける。奈良県ニット協同組合に所属している。

## 概要
奈良県北葛城郡王寺町王寺1-2-17に本社を、王寺1-2-15に本店を置く。
1960年3月、「芳仲縫工所」として創業。1971年8月、「芳仲繊維株式会社」設立。
タイツやレギンスといったレッグウェアのほか、アウターウェア、インナーウェア、ルームウェア（部屋着）、スポーツウェア、マタニティウェア、子供服を取り扱う。
ブランド名の「Liapom」（リアポム）は芳仲繊維の登録商標。「Leggings is a part of myself」のアクロニム（頭字語）である。
サッカーの奈良クラブのパートナーで、2019年4月に奈良クラブのサッカー選手である都並優太が企業訪問した。

## 事業所
- 本社：〒636-0002 奈良県北葛城郡王寺町王寺1-2-17
- 本店（奈良工場）：〒636-0002 奈良県北葛城郡王寺町王寺1-2-15